# كريم فلاحي
كريم فلاحي (من مواليد 31 أكتوبر 1974) هو لاعب كرة قدم فرنسي جزائري محترف سابق لعب كلاعب خط وسط.

## روابط خارجية
- كريم فلاحي على موقع رابطة كرة القدم الفرنسية للمحترفين (الإنجليزية)
- كريم فلاحي على موقع قاعدة بيانات كرة القدم.إي يو (الإنجليزية)